# Ripon (Wisconsin)
Ripon ist eine Kleinstadt (mit dem Status „City“) im Fond du Lac County im US-amerikanischen Bundesstaat Wisconsin. Im Jahr 2010 hatte Ripon 7733 Einwohner.

## Geografie
Ripon liegt im mittleren Südosten Wisconsins, rund 70 km westlich des Michigansees. Die geografischen Koordinaten von Ripon sind 43°50'42" nördlicher Breite und 88°50'23" westlicher Länge. Das Stadtgebiet erstreckt sich über eine Fläche von 11 km² und ist vollständig von der Town of Ripon umgeben, ohne dieser anzugehören.
Nachbarorte von Ripon sind Pickett (12,5 km nordöstlich), Rosendale (14,1 km ostsüdöstlich), Brandon (15,6 km südsüdöstlich), Fairwater (12,1 km südsüdwestlich), Green Lake (11,6 km westlich) und Berlin (14,9 km nordwestlich).
Die nächstgelegenen größeren Städte sind Green Bay am Michigansee (114 km nordöstlich), Wisconsins größte Stadt Milwaukee (132 km südöstlich), Chicago in Illinois (281 km südsüdöstlich), Rockford in Illinois (206 km südlich) und Wisconsins Hauptstadt Madison (116 km südsüdwestlich).

## Verkehr
Im Stadtgebiet von Ripon treffen die Wisconsin State Highways 23, 44 und 49 zusammen. Alle weiteren Straßen sind untergeordnete Landstraßen, teils unbefestigte Fahrwege sowie innerörtliche Verbindungsstraßen.
Durch Ripon verläuft eine Eisenbahnstrecke der Wisconsin and Southern Railroad (WSOR), einer regionalen (Class II) Frachtverkehrsgesellschaft.
Mit dem Fond du Lac County Airport befindet sich 32,1 km ostsüdöstlich ein kleiner Flugplatz. Die nächsten Verkehrsflughäfen sind der Dane County Regional Airport in Madison (114 km südsüdwestlich) und der Milwaukee Mitchell International Airport in Milwaukee (142 km südöstlich).

## Geschichte
Ripon wurde 1849 gegründet und nach einem der ältesten Orte Englands benannt. Die Stadt ist bekannt für das Ripon College und vor allem als Gründungsort der Republikanischen Partei der Vereinigten Staaten. Das alte Schulhaus von Ripon, das Little White Schoolhouse, ist seit 1974 ein National Historic Landmark. Es wurde vom Innenministerium der USA als „Ort eines wichtigen Ereignisses der amerikanischen Geschichte“ als besonders bedeutend eingestuft und in das National Register of Historic Places aufgenommen. Es ist eines der 40 historischen Stätten in Wisconsin.

### Liste der Bürgermeister in Ripon
| Jahr      | Name                     |
| --------- | ------------------------ |
| 1858      | Harvey Grant             |
| 1859      | Jehdiah Bowen            |
| 1860      | H.S. Town                |
| 1861      | Philo England            |
| 1862      | Ceylon North             |
| 1863      | C.F. Hammond             |
| 1864      | Pertine Pinkney          |
| 1865      | H.T. Henton              |
| 1866      | A.M. Skeels              |
| 1867      | Samuel Sumner            |
| 1868      | Jehdiah Bowen (2nd)      |
| 1869      | William Workman          |
| 1870      | George L. Field          |
| 1871      | Aaron Everhard           |
| 1872      | O.U. Akin                |
| 1873      | O.J. Wolcott             |
| 1874–78   | Aaron Everhard (2nd)     |
| 1879      | Samuel Sumner            |
| 1880      | I.M. Dakin               |
| 1881      | A.P Harwood              |
| 1882–85   | Aaron Everhard (3rd)     |
| 1886      | Lewis Reed               |
| 1887      | Marcellus Pedrick        |
| 1888–89   | H.C. Everesz             |
| 1890–92   | Aaron Everhard (4th)     |
| 1893      | E.J. Burnside            |
| 1894      | Alanson Wood             |
| 1895      | Philomen Wicks           |
| 1896      | Chester Hazen            |
| 1897      | George L. Field (2nd)    |
| 1898      | Bruno Shallern           |
| 1899      | Hugo Schultz/Don Worrall |
| 1900–02   | John T. Harris           |
| 1902–04   | I.F. Strauss             |
| 1904–06   | John T. Harris (2nd)     |
| 1906–14   | Lewis Kellogg            |
| 1914–16   | Albert Maudlin           |
| 1916–18   | L.W. Thayer              |
| 1918–20   | Charles H. Graham        |
| 1920–22   | Herman Thiel             |
| 1922–32   | Lewis Kellogg (2nd)      |
| 1932–36   | Harold Bumby             |
| 1936–40   | W.H. Barber              |
| 1940–44   | Eugene von Schallern     |
| 1944–48   | Les Chelstrom            |
| 1948–56   | Robert Born              |
| 1956–60   | John H. Wilson           |
| 1960–62   | J. Gordon Thiel          |
| 1962–63   | Peter Ramsey             |
| 1963–68   | John Adamski             |
| 1968–72   | Fred W. Kohl, Jr.        |
| 1972–74   | Mark Conrad              |
| 1974–77   | Michael Williams (A)     |
| 1977–82   | Warren Bredahl           |
| 1982–84   | Thomas (Ted) Jones       |
| 1984–86   | Warren Bredahl (2nd)     |
| 1986–88   | David Gray               |
| 1988–96   | John Haupt               |
| 1996–2002 | Bob Somers               |
| 2002–2003 | John Reinsch (B)         |
| 2003–2010 | Aaron Kramer             |
| 2010      | Barbara Miller           |
| 2010–?    | Gary Will                |

## Bevölkerung
Nach der Volkszählung im Jahr 2010 lebten in Ripon 7733 Menschen in 3053 Haushalten. Die Bevölkerungsdichte betrug 703 Einwohner pro Quadratkilometer. In den 3053 Haushalten lebten statistisch je 2,22 Personen.
Ethnisch betrachtet setzte sich die Bevölkerung zusammen aus 94,7 Prozent Weißen, 0,7 Prozent Afroamerikanern, 0,3 Prozent amerikanischen Ureinwohnern, 0,8 Prozent Asiaten sowie 2,6 Prozent aus anderen ethnischen Gruppen; 0,9 Prozent stammten von zwei oder mehr Ethnien ab. Unabhängig von der ethnischen Zugehörigkeit waren 5,0 Prozent der Bevölkerung spanischer oder lateinamerikanischer Abstammung.
20,2 Prozent der Bevölkerung waren unter 18 Jahre alt, 62,8 Prozent waren zwischen 18 und 64 und 17,0 Prozent waren 65 Jahre oder älter. 52,6 Prozent der Bevölkerung war weiblich.
Das mittlere jährliche Einkommen eines Haushalts lag bei 43.598 USD. Das Pro-Kopf-Einkommen betrug 20.886 USD. 15,0 Prozent der Einwohner lebten unterhalb der Armutsgrenze.

## Bekannte Bewohner
- Alvan E. Bovay (1818–1903) – Mitbegründer der Republikanischen Partei – arbeitete als Rechtsanwalt in Ripon
- Carrie Chapman Catt (1859–1947) – Frauenrechtlerin – geboren in Ripon
- George W. Peck (1840–1916) – 17. Gouverneur von Wisconsin (1891–1895) – war 1867–1873 Kämmerer von Ripon
- Harry Gordon Selfridge (1858–1947) – Kaufmann – geboren in Ripon
- Otto Julius Zobel (1887–1970) – Elektrotechniker – geboren in Ripon
- James Eugene Dunlap (1889–1983) – Altphilologe – geboren in Ripon